# Ferenczi
A Ferenczy vagy Ferenci régi magyar családnév. Apanév, amely a Ferenc személynév + az -i patronimikon-képzővel alakult ki. Levéltári Közlemények szerint 1450-ben fordult elő először vezetéknévként (Fferenczy András).

## Híres Ferenczy családok
- Ferenczy család (bodoki), erdélyi nemes család[3]
- Ferenczy család (csorbai), Csorbai Ferenczy Benedek 1554-ben I. Ferdinánd királytól nyerte nemesítő adománylevelét[4]
- Ferenczy család (harasztkeréki), erdélyi nemes család[3]
- Ferenczy család (medeséri), erdélyi nemes család[5]
- Ferenczy család Bars és Nyitra vármegyei, ill. verebélyi széki család
- Ferenczy család (patakfalvi), erdélyi nemes család[3]
- Ferenczy család (vízkeleti), eredetileg Nyitra megyei család, melynek őse vízkeleti Ferenczy Vince , aki 1414-ben Zsigmond királytól új adománylevelet nyert.[6]

## Híres Ferenczy nevű személyek
- Ferenczy Béla (1857–1918) sorhajóhadnagy, altábornagy, katonai szakíró
- Ferenczy Béla (1896–1954) vezérőrnagy
- Ferenczy Béla (1934?) építészmérnök, Tervezésfejlesztési és Típustervező Intézet
- Ferenczy Béla (1938) építészmérnök
- Ferenczy Béla (1944–2019) rajztanár, képzőművész, karikaturista
- Ferenczy Béni (1890-1967), szobrász, éremművész, grafikus
- Ferenczy Endre (1912–1990) történész
- Ferenczi Gábor (1950–) filmrendező, forgatókönyvíró, színész, tanár
- Ferenczi Gábor, labdarúgó
- Ferenczi György (1946–1993) fizikus, c. egyetemi tanár
- Ferenczi György (1968) magyar szájharmonika-művész, énekes, hegedűs, gitáros
- Ferenczy György (1901–1967) író, újságíró
- Ferenczy György (1902–1983) zongoraművész
- Ferenczi Gyula (1934) pedagógiai szakíró, egyetemi docens
- Ferenczy Gyula (1851–1887) színész
- Ferenczy Gyula (1891–1962) zeneszerző, színész, színműíró, színigazgató
- Ferenczi Imre (1884–1945) szociológus, egyetemi magántanár
- Ferenczi Imre (1931–1989) muzeológus, folklórkutató, egyetemi tanár
- Ferenczy István (1937–2002) színész, egyetemi tanár
- Ferenczy István (1792–1856) magyar szobrász
- Ferenczi István (1921–2000) régész
- Ferenczi István (1977) labdarúgó
- Ferenczi József (1855–1934) sajtótörténész, könyvkiadó, műegyetemi tanár
- Ferenczi József (1921–1993) festőművész, karikaturista, rajztanár
- Ferenczy József (1846–1912) színész, rendező
- Ferenczy József (1852–1908) operaénekes, színigazgató
- Ferenczy József (1855–1928) irodalomtörténész, író
- Ferenczy József (1861–1921) baritonénekes, színész
- Ferenczy József (1866–1925) festőművész
- Ferenczy József (1919–2011) filmproducer, médiavállalkozó (Ferenczy Media Holding AG)
- Ferenczy Károly (1862–1917) magyar impresszionista festő
- Ferenczy Lajos (1930–2004) mikrobiológus, az MTA tagja
- Ferenczy László (1928–2015) muzeológus, orientalista, művészettörténész
- Ferenczy Noémi (1890-1957), gobelinművész, festőművész
- Ferenczi Miklós (1886–1933) bibliográfus, könyvtáros, szótárszerkesztő, történetíró
- Ferenczi Miklós (1947) matematikus
- Ferenczy Miklós (1931–2020) orvos, helytörténész
- Ferenczi Zsigmond (1937) cselgáncsozó, edző